# THAI FIGHT
THAI FIGHT（タイファイト）は、タイのムエタイ団体。2009年に元テレビディレクターのNopporn Wartinによって設立され、2010年8月にタイ国政府観光庁との共催で第1回大会を開催。

## 歴史
2000年代以降、経済成長が著しいタイでは、もともとは賭けの対象で、貧困層のスポーツとみなされていたムエタイから一般層が離れている傾向があった。そこで、国技であるムエタイの隆盛を目指すため、タイ政府協力のもとより広い層にエンターテインメントとして楽しめる競技を目指してTHAI FIGHTが発足された。
大会の様子はチャンネル3で生中継され、トーナメントの優勝者には賞金200万バーツ（約550万円）とスポンサーであるISUZUのピックアップトラック1台が与えられる 。大会の開会式では古式ムエタイの舞や、タイの音楽の演奏が披露された。
2011年にはタイ国王のラーマ9世による支援で「タイ・ファイト・キング・カップ・トーナメント」を開催。

## ルール
3分3ラウンド制。通常のムエタイは3分5ラウンド制であり、3ラウンド制によって通常よりもパンチの打ち合いが多く、試合がアグレッシブなものとなっている。選手は黒か白のいずれかの色の同じデザインのトランクスと、黒か白のグローブを着用して闘う。
THAI FIGHTのプロモーターであるアカポン・アンマニーは、「THAI FIGHTではTHAI FIGHTのスタイルで試合をすべきであり、通常のムエタイスタイルの試合は嫌いだ。そういう試合をする選手は試合後に呼び出して注意する」と言う旨の発言を日本のメディアのインタビューでしている。